# Chặng đua GP Thổ Nhĩ Kỳ 2021
Chặng đua GP Thổ Nhĩ Kỳ 2021 (tên chính thức Formula 1 Rolex Turkish Grand Prix 2021) là chặng đua thứ 16 của Giải đua xe Công thức 1 2021. Chặng đua diễn ra từ ngày 08 tháng 10 đến ngày 10 tháng 10 năm 2021 ở trường đua Istanbul, Thổ Nhĩ Kỳ. Tay đua giành chiến thắng là Valtteri Bottas của đội đua Mercedes.

## Diễn biến chính
Lewis Hamilton là tay đua chiến thắng phiên phân hạng. Tuy nhiên anh chỉ xuất phát từ vị trí thứ 11 do bị phạt lỗi thay động cơ. Vị trí pole được chuyển cho đồng đội Valtteri Bottas.
Trong cuộc đua chính trời đổ mưa liên tục. Valtteri Bottas và Max Verstappen giữ được vị trí 1-2 của mình sau pha xuất phát. Họ cũng cán đích ở những vị trí này. Với Bottas, anh đã giành được chiến thắng đầu tiên trong mùa giải 2021.
Còn Lewis Hamilton từ vị trí xuất phát thứ 11 đã vượt lên vị trí thứ năm, anh thuộc nhóm các tay đua vào thay lốp muộn nhất ở chặng đua này.

## Kết quả
| Stt                                                         | Số xe | Tay đua            | Đội đua                   | Lap | Thời gian   | Xuất phát | Điểm |
| ----------------------------------------------------------- | ----- | ------------------ | ------------------------- | --- | ----------- | --------- | ---- |
| 1                                                           | 77    | Valtteri Bottas    | Mercedes                  | 58  | 1:31:04.103 | 1         | 26   |
| 2                                                           | 33    | Max Verstappen     | Red Bull Racing-Honda     | 58  | +14.584     | 2         | 18   |
| 3                                                           | 11    | Sergio Pérez       | Red Bull Racing-Honda     | 58  | +33.741     | 6         | 15   |
| 4                                                           | 16    | Charles Leclerc    | Ferrari                   | 58  | +37.814     | 3         | 12   |
| 5                                                           | 44    | Lewis Hamilton     | Mercedes                  | 58  | +41.812     | 11        | 10   |
| 6                                                           | 10    | Pierre Gasly       | AlphaTauri-Honda          | 58  | +44.292     | 4         | 8    |
| 7                                                           | 4     | Lando Norris       | McLaren-Mercedes          | 58  | +47.213     | 7         | 6    |
| 8                                                           | 55    | Carlos Sainz Jr.   | Ferrari                   | 58  | +51.526     | 19        | 4    |
| 9                                                           | 18    | Lance Stroll       | Aston Martin-Mercedes     | 58  | +1:22.018   | 8         | 2    |
| 10                                                          | 31    | Esteban Ocon       | Alpine-Renault            | 57  | +1 lap      | 12        | 1    |
| 11                                                          | 99    | Antonio Giovinazzi | Alfa Romeo Racing-Ferrari | 57  | +1 lap      | 16        |      |
| 12                                                          | 7     | Kimi Räikkönen     | Alfa Romeo Racing-Ferrari | 57  | +1 lap      | 17        |      |
| 13                                                          | 3     | Daniel Ricciardo   | McLaren-Mercedes          | 57  | +1 lap      | 20        |      |
| 14                                                          | 22    | Yuki Tsunoda       | AlphaTauri-Honda          | 57  | +1 lap      | 9         |      |
| 15                                                          | 63    | George Russell     | Williams-Mercedes         | 57  | +1 lap      | 13        |      |
| 16                                                          | 14    | Fernando Alonso    | Alpine-Renault            | 57  | +1 lap      | 5         |      |
| 17                                                          | 6     | Nicholas Latifi    | Williams-Mercedes         | 57  | +1 lap      | 15        |      |
| 18                                                          | 5     | Sebastian Vettel   | Aston Martin-Mercedes     | 57  | +1 lap      | 10        |      |
| 19                                                          | 47    | Mick Schumacher    | Haas-Ferrari              | 56  | +2 laps     | 14        |      |
| 20                                                          | 9     | Nikita Mazepin     | Haas-Ferrari              | 56  | +2 laps     | 18        |      |
| Fastest lap: Valtteri Bottas (Mercedes) – 1:30.432 (lap 58) |       |                    |                           |     |             |           |      |
| Nguồn:                                                      |       |                    |                           |     |             |           |      |

## Bảng xếp hạng sau chặng đua
Dưới đây là bảng xếp hạng top 5 tay đua và đội đua sau chặng đua GP Thổ Nhĩ Kỳ:
|           | Stt | Tay đua         | Điểm  |
| --------- | --- | --------------- | ----- |
| 1         | 1   | Max Verstappen  | 262.5 |
| 1         | 2   | Lewis Hamilton  | 256.5 |
| Unchanged | 3   | Valtteri Bottas | 177   |
| Unchanged | 4   | Lando Norris    | 145   |
| Unchanged | 5   | Sergio Pérez    | 135   |
| Nguồn:    |     |                 |       |

|           | Stt | Đội đua               | Điểm  |
| --------- | --- | --------------------- | ----- |
| Unchanged | 1   | Mercedes              | 433.5 |
| Unchanged | 2   | Red Bull Racing-Honda | 397.5 |
| Unchanged | 3   | McLaren-Mercedes      | 240   |
| Unchanged | 4   | Ferrari               | 232.5 |
| Unchanged | 5   | Alpine-Renault        | 104   |
| Nguồn:    |     |                       |       |